# Калач (град)
Калач (на руски: Калач) е град в Русия, административен център на Калачеевски район, Воронежка област. Населението на града към 1 януари 2018 е 18 834 души.